# Consell comunal de Steinsel
El consell comunal de Steinsel (francès: Conseil communal de Steinsel) és el consell local de la comuna de Steinsel, al centre de Luxemburg.
És constituït per onze membres, escollits cada sis anys mitjançant representació proporcional. Les darreres eleccions es van realitzar el 9 d'octubre de 2005, va donar lloc a la victòria del Partit Socialista dels Treballadors (LSAP). Al collège échevinal, el Partit Socialista dels Treballadors (LSAP), governa sota el lideratge de l'alcalde del LSAP Jean-Pierre Klein.
| Partit                    | Partit                                    | Escons | Regidors |
| ------------------------- | ----------------------------------------- | ------ | --- |
|                           | Partit Socialista dels Treballadors (LSAP | 6      | Guy Bausch, Liliane Colling-Schenten, Jean-Pierre Klein, Jacques Mischo, Fernand Wies, Marceline Wildschutz-Philippe |
|                           | Partit Democràtic (DP)                    | 3      | Siggy Rausch, Claude Schintgen, Guy Daleiden                                                                         |
|                           | Partit Popular Cristià (CSV)              | 2      | Marcel Oberweis, Betty Schumacher-Hastert                                                                            |
| Font:Commune of Steinsel> |                                           |        | |